# August Grzybowski
August Grzybowski (ur. 21 lipca 1842 w Tucholinie k. Pisza, zm. 1922 w Królewcu) – duchowny protestancki i działacz społeczny w Prusach Wschodnich, związany z polską społecznością Królewca. 

## Życiorys
Ukończył gimnazjum w Kętrzynie, po czym studiował teologię luterańską w Królewcu. W 1868 roku objął posadę rektora w szkole protestanckiej w Mierusznikach koło Olecka. W latach 1872–74 pracował jako duszpasterz w Rynie, a po 1874 roku przejął zarząd nad polską parafią w Królewcu na Steindamm (kościół Św. Mikołaja, Steindamm-Polnische Kirche). 
W Królewcu szefował Seminarium Polskiemu przy uniwersytecie.